# Keith Carlock
Keith Carlock (Clinton, 29 novembre 1971) è un batterista statunitense noto per la sua carriera solista e per la sua militanza in band quali Toto, e Steely Dan.

## Biografia
Richiestissimo come turnista, ha lavorato con molti artisti, tra cui Wayne Krantz, James Taylor, Donald Fagen, Walter Becker, John Mayer e Sting.
Nel sondaggio dei lettori di Modern Drummer del 2009, è stato votato miglior batterista pop, fusion e dintorni. È un membro della Mississippi Musicians Hall of Fame. Carlock ha iniziato a suonare con gli Steely Dan alla fine degli anni '90, con il loro album Two Against Nature pubblicato nel 2000 e poi Everything Must Go pubblicato nel 2003. Nel gennaio 2014 si è unito ai Toto, sostituendo il batterista Simon Phillips.
Ha suonato in ogni traccia dell'album Toto XIV e ha fatto tournée con loro a partire da aprile 2014.

## Discografia

### Solista
- Live at the Bertz Jazz Fest, 1998
- Your Basic Live, 2002
- The Sun Room, 2019

### Con gli Steely Dan
- Two Against Nature, 2000
- Everything Must Go, 2003

### Con i Toto
- Toto XIV, 2015

### Con The Harry Smiths
- Shaker, 2002

### Con i Band of Other Brothers
- City of Cranes, 2016